# NGC 389

NGC 389

NGC 389 هي مجرة تتبع كوكبة المرأة المسلسلة. اكتشفها لويس سويفت في 6 سبتمبر 1885.

## روابط خارجية
- NGC 389 على موقع ويكي سكاي: DSS2, SDSS, GALEX, IRAS, Hydrogen α, X-Ray, Astrophoto, Sky Map, Articles and images